# (39415) Janeausten
(39415) Janeausten ist ein Asteroid des äußeren Hauptgürtels, der am 26. März 1971 von dem niederländischen Astronomenehepaar Cornelis Johannes van Houten und Ingrid van Houten-Groeneveld entdeckt wurde. Die Entdeckung geschah im Rahmen der Ersten Trojaner-Durchmusterung von 1971, bei der von Tom Gehrels mit dem 120-cm-Oschin-Schmidt-Teleskop des Palomar-Observatoriums aufgenommene Feldplatten an der Universität Leiden durchmustert wurden.
(39415) Janeausten wurde am 19. Februar 2006 nach der britischen Schriftstellerin Jane Austen (1775–1817) benannt, deren Roman Stolz und Vorurteil mehrfach verfilmt wurde.